# 小川晴央
小川 晴央（おがわ はるお、1989年3月22日 - ）は、日本の小説家。静岡県出身。

## 経歴・人物
2011年5月、小川博史名義で投稿した「箱部～東高 引きこもり同好会～」が第16回スニーカー大賞で優秀賞を受賞したが、出版には至らなかった。2013年、同名義の「三年B組 中崎くん(仮)」を第20回電撃小説大賞に応募し、金賞を受賞。当該受賞作を改稿・改題した『僕が七不思議になったわけ』で、2014年2月にメディアワークス文庫より作家デビューした。デビューに際して、現在の名義にペンネームを改めた。2019年には、応募作「サクラの降る街」で第10回京都アニメーション大賞KAエスマ文庫特別賞を受賞。
もともとは漫画原作者を目指して作品作りをしていたが、その時期に面白い小説にたくさん出会えたことで、小説執筆に挑戦することを決めたという。

## 作品リスト

### 単行本
- 僕が七不思議になったわけ（メディアワークス文庫、2014年2月25日）　ISBN 978-4-04-866322-9
- 君の色に耳をすまして（メディアワークス文庫、2015年8月25日）　ISBN 978-4-04-865388-6
- やり残した、さよならの宿題（メディアワークス文庫、2016年9月24日）　ISBN 978-4-04-892426-9
- 終わった恋、はじめました（講談社タイガ、2019年11月22日） ISBN 978-4-06-517443-2
- サクラの降る町（KAエスマ文庫、2020年5月22日） ISBN 978-4-910052-08-3
- サクラの降る町―白ノ帳―（KAエスマ文庫、2021年12月10日） ISBN 978-4-910052-24-3

### 単行本未収録
- かいじゅうのせなか（短編、MF文庫J evo 参加作品、2022年9月22日[3]）